# Rorippa hilariana
Rorippa hilariana là một loài thực vật có hoa trong họ Cải. Loài này được (Walp.) Cabrera miêu tả khoa học đầu tiên năm 1953.